# مخمل‌تاج پیشانی‌نارنجی
مخمل‌تاج پیشانی‌نارنجی (نام علمی: Metopothrix aurantiaca) گونه‌ای از پرندگان در زیرخانواده Furnariinae از خانواده تنورمرغان (Furnariidae) است که در بولیوی، برزیل، کلمبیا، اکوادور و پرو یافت می‌شود.